# تواضروس الثاني
تواضروس الثاني المعروف أيضًا البابا  تواضروس الثاني (4 نوفمبر 1952 -)، هو بابا الإسكندرية وبطريرك الكنيسة القبطية الأرثوذكسية ال118. وُلِد باسم وجيه صبحي باقي سليمان بالمنصورة لأسرة مكونة منه كأخ لشقيقتين، ووالده كان يعمل مهندس مساحة، وتنقلت الأسرة في المعيشة ما بين المنصورة وسوهاج ودمنهور.
في 4 نوفمبر 2012، تم اختياره عن طريق القرعة الهيكلية ليكون بابا الكنيسة القبطية الأرثوذكسية رقم 118.

## دراسته
- التحق بجامعة الأسكندرية، بكلية الصيدلة، وحصل على بكالوريوس الصيدلة عام 1975م.
- التحق بالكلية الإكليركية. وتخرج منها عام 1983م.
- حصل على زمالة الصحة العالمية بإنجلترا عام 1985م.

## رهبنته
ذهب د.وجيه صبحي إلى دير الأنبا بيشوي بوادي النطرون في 20 أغسطس 1986، وترهبن في 31 يوليو 1988 باسم الراهب ثيؤدور، وتمت رسامته قسًا في 23 ديسمبر 1989.

## أسقفيته
انتقل للخدمة بمحافظة البحيرة في 15 فبراير 1990 م، ثم نال درجة الأسقفية في 15 يونيو 1997 م باسم الأنبا تواضروس الأسقف العام لإيبارشية البحيرة مساعدا لنيافة الأنبا باخوميوس مطران البحيرة ومطروح والخمس مدن الغربية وأصبح مسئول عن خدمة منطقة كنج مريوط والقطاع الصحرواي و له العديد من العظات الروحية والكتابات.

## ترشحه للبابوية
تم ترشيحه ليكون خليفة البابا شنودة الثالث هو وأربعة آخرين هم الأنبا رافائيل ، القمص رافائيل أفامينا ، القمص باخوميوس السرياني، القمص سارافيم السرياني. ، فاز بمنصب البابا عن طريق القرعة الهيكلية ليصبح البابا تواضروس الثاني 118 يوم الأحد 4 نوفمبر 2012 م
رؤيته لمستقبل الكنيسة يقول الأنبا تواضروس «يجب أن نهتم بفصول التربية الكنسية منذ الصغر، وأن نجعل فصول إعداد الخدام من أولوياتنا، فالخدمة هي التي سوف تصنع نهضة جديدة داخل الكنائس سواء بمصر أو ببلاد المهجر».
ويُطالب الأنبا تواضروس بإنشاء معهد لإعداد خدام كنائس بالمهجر لإطلاعهم على الثقافات المختلفة في الدول الأوروبية والولايات المتحدة وكندا، مُعتبرا أن إقامة قنوات للحوار مع الشباب أمر ضروري، وكذلك يدعو المسيحيين إلى الاندماج في المجتمع من خلال التعليم ووسائل الإعلام.
وقد حصل الأنبا تواضروس على تزكيات من الأنبا دميان أسقف عام ألمانيا والأنبا سوريال أسقف ملبورن، والأنبا مكاريوس أسقف عام المنيا، والأنبا باخوم أسقف سوهاج، والأنبا أندراوس أسقف أبوتيج والأنبا رفائيل الاسقف العام.
تم تجليسه كبابا للإسكندرية وبطريرك للكرازة المرقسية في قداس الأحد 18 نوفمبر 2012 برئاسة القائم مقام البطريرك الأنبا باخوميوس مطران البحيرة ومطروح والخمس مدن الغربية وباشتراك كافة أعضاء المجمع المقدس للكنيسة القبطية الأرثوذكسية و مشاركة وفود من كل الكنائس في مصر والعالم.

## مواقفه السياسية
صرح البابا تواضروس بعد يوم من اختياره في القرعة الهيكلية أن الكنيسة ليس لها دور سياسي، وأن ثورة 25 يناير أعادت تصحيح الوضع السياسي للأقباط بعد تهميشهم منذ ثورة 23 يوليو. رفض البابا تواضروس إقامة دولة دينية في مصر بعد الثورة، وقال أن الدستور الذي يلمح لذلك مرفوض، وقد انسحبت الكنائس المصرية عشية تنصيب البابا تواضروس من اللجنة التأسيسية المكلفة بكتابة دستور 2012 ورأت أنه دستور معيب في جل أجزائه بعد انتقادات وجهها البابا تواضروس للدستور الجديد حيث رأى أنه يلمح لإقامة دولة دينية في مصر باحتوائه على نص يلزم بتحكيم الشريعة الإسلامية.
كان البابا تواضروس له دور مناهض لحكم محمد مرسي، وذكر أنه حاول إقناع رئيسة المفوضية الأوروبية كاترين أشتون بضرورة تنحيته، دعمت الكنيسة القبطية الأرثوذكسية بجانب كيانات ومؤسسات مصرية أخرى انقلاب 2013 في مصر، وقد ألقى البابا تواضروس بيانا في هذا اليوم ساند فيه خارطة الطريق التي أعلنها وزير الدفاع عبد الفتاح السيسي.

## وصلات خارجية
- تواضروس الثاني على موقع الموسوعة البريطانية (الإنجليزية)
- تواضروس الثاني على موقع مونزينجر (الألمانية)

| سبقه شنودة الثالث | بطريرك الإسكندرية البابا تواضروس الثاني | تبعه حتى الآن |